# 李天龍
李天龍（1967年—），中華民國陸軍中將，現任陸軍司令部副司令、曾任陸軍六軍團中將指揮官、參謀本部作戰暨計畫次長（聯三）、參謀本部訓練次長（聯七）、陸軍司令部戰訓少將處長。畢業於陸軍官校58期（正78年班），2021年7月1日晉升中將。2025年2月8日升任陸軍副司令，同月16日生效。
| 中華民國國防部 |                                                          |               |
| 陸軍司令部     |                                                          |               |
| 前任： 陳忠文  | 陸軍司令部副司令 2025年2月16日                           | 繼任： 現任   |
| 前任： 葉國輝  | 陸軍六軍團指揮官 · 第14任 · 2023年11月1日－2025年1月15日 | 繼任： 陳文星 |